# Alberto III de Brandemburgo-Salzwedel

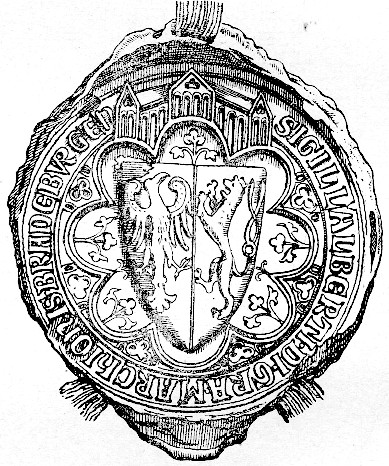
Selo de Alberto III.

Alberto III de Brandemburgo (1250-1300) era filho de Otão III de Brandemburgo e de Beatriz da Boémia. Alberto sucedeu ao seu pai em 1267 como marquês de Brandemburgo e governou juntamente com os seus irmãos e primos. Ele frequentemente argumentava contra eles. Em 1268 casou-se com Matilde da Dinamarca (m.1300), filha do rei Cristóvão I da Dinamarca. Alberto teve oito filhos:
- Otão (m.1299)
- João (m.1299)
- Beatriz (m.1314), casou-se em 1192 com Henrique II de Mecklenburgo (m.1329)
- Margarida (1270-1315), esposa do rei Przemysl II da Polónia (1257-1296) e em 1302 com Alberto III, Duque da Saxónia-Lauenburgo (m.1308).